# Caenaugochlora
Caenaugochlora is een geslacht van vliesvleugelige insecten van de familie Halictidae.

## Soorten
- C. aequilanx (Vachal, 1904)
- C. algeri Engel, 1995
- C. amatitlana (Cockerell, 1912)
- C. beethoveni Engel, 1995
- C. costaricensis (Friese, 1917)
- C. cupriventris (Vachal, 1904)
- C. chaetops (Vachal, 1903)
- C. donnae Engel, 1995
- C. elisabethae Engel, 1997
- C. flagrans (Vachal, 1911)
- C. fulgur (Vachal, 1904)
- C. gemmella (Cockerell, 1912)
- C. inermis (Vachal, 1904)
- C. jeffreyi Engel, 1997
- C. macswaini Michener, 1954
- C. perpectinata (Michener, 1954)
- C. silvicola Engel, 2007
- C. tonsilis (Vachal, 1904)
- C. wilmattae (Cockerell, 1912)